# .tf
.tf este un domeniu de internet de nivel superior, pentru Teritoriile australe și antarctice franceze (ccTLD).